# بوراوي بلهادف
بوراوي بلهادف أو بلهادف، بلدية تابعة إقليميا إلى دائرة العنصر ولاية جيجل الجزائر.

## الموقع الجغرافي
يحدها من الشمال بلدية العنصر وبلدية الجمعة بني حبيبي ومن الجنوب بلدية أولاد عسكر ومن الشرق بني خطاب التابعة إقليميا إلى بلدية أولاد يحيى خدروش ومن الغرب بلدية برج الطهر

## السكان
نزح أغلب سكان بلهادف في الفترة الممتدة بين 1992 و 1999 لأسباب أمنية، لكن في السنوات الأخيرة عاد أغلب السكان ليتراوح عددهم 10336 نسمة سنة 2008. ينقسم سكان البلدية إلى قبلتين هما بني عيشة وبني فتح وقد لعبت هده البلدية دورا هاما ومميزا في محاربة الاستعمار الفرنسي وقدمت الغالي والنفيس

## الفلاحة
تعتبر البلدية فلاحية لاحتوائها على مناطق للزراعة ويهتم سكانها على تربية المواشي والفلاحة.وزراعة اشجار الزيتون.

## الطبيعة
بلدية بوراوي بلهادف تتميز بغاباتها الكثيفة والمتمثلة أساسا في اشجار البلوط إذ تعتبر قطب هام ورئيسي في إنتاج الفلين، كما نجد عدة أنواع من الاشجار مثل اشجار الزان المنتشرة بكثرة بين عرشي بني فتح وبني عائشة بالمكان المسمى طهر مدران.
وكانت غابات طهر مدران تنظم سوقاً أيام الثورة التحريرية يلجأ اليه المجاهدون لشراء مايخصهم نظرا للغابات الكثيفة التي تحجب الرؤية عن الطائرات الفرنسية. واستعملت المنطقة كمعسكر للمجاهدين الأبطال الذين أذاقو المستعمر الفرنسي مختلف أنواع الخسائر وجعلوها جحيماً عليهم. ويوجد مكانها الآن ملعب صغير تقام فيه مختلف الانشطة الرياضية لشباب المنطقة.

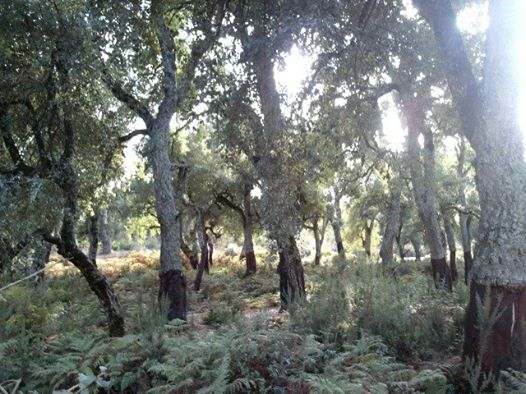
اشجار البلوط

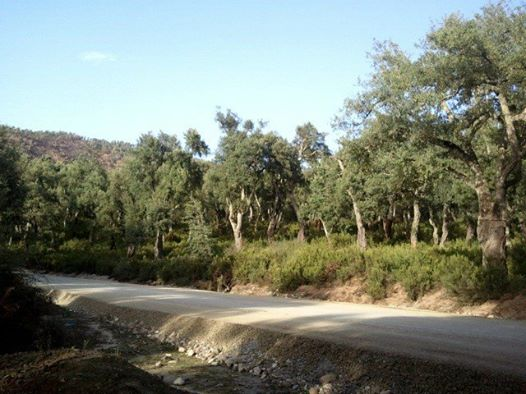
اشجار البلوط

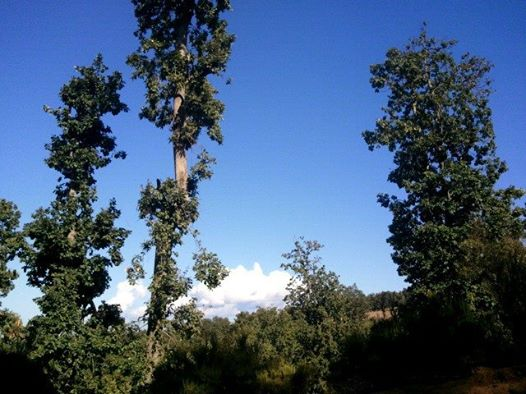
اشجار الزان

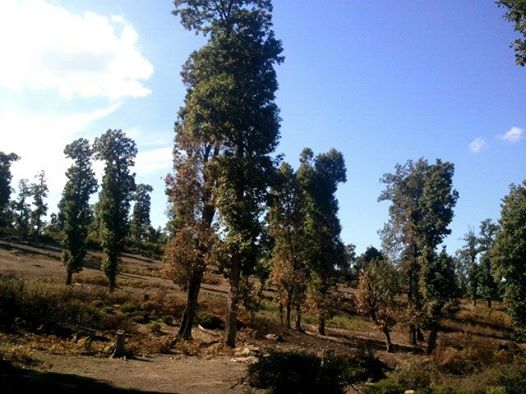
اشجار الزان

1. ↑  "نتائج إحصاء 2008 الخاصة بولاية جيجل" (PDF). مؤرشف من الأصل (PDF) في 2018-07-23.